# Amolatar (district)
Amolatar is een district in het noorden van Oeganda.
Amolatar telt 96.374 inwoners op een oppervlakte van 1582 km².
Het district grenst aan het Kyoga- en het Kwaniameer.